# Marmernachtzwaluw
De marmernachtzwaluw (Caprimulgus inornatus) is een vogel uit de familie van de nachtzwaluwen (Caprimulgidae).

## Kenmerken
Deze nachtzwaluw is gemiddeld 23 cm lang en verschilt van andere nachtzwaluwen uit vergelijkbaar gebied door het ontbreken van een witte vlek op de keel. Verder oogt de vogel wat lichter van kleur en is hij slanker, met een vrij kleine kop.

## Verspreiding en leefgebied
De broedgebieden van de marmernachtzwaluw liggen in een brede zone tussen de Sahara en de evenaar in de droge savannegebieden van Afrika van Senegal tot Ethiopië.

## Status
De marmernachtzwaluw heeft een groot verspreidingsgebied en daardoor is de kans op uitsterven gering. De grootte van de populatie is niet gekwantificeerd. Er is geen aanleiding te veronderstellen dat de soort in aantal achteruit gaat. Om deze redenen staat deze nachtzwaluw als niet bedreigd op de Rode Lijst van de IUCN.